# Nino Cerruti
Nino Cerruti (Biella, 25 settembre 1930 – Vercelli, 15 gennaio 2022) è stato uno stilista e imprenditore italiano.

## Biografia
Nato in una famiglia di industriali tessili, Cerruti ereditò l'attività alla morte del padre, avvenuta nel 1950, all'età di vent'anni, interrompendo così gli studi di filosofia e giornalismo. Nel corso degli anni investì nella ricerca e nello sviluppo dei materiali e del design, ottenendo risonanza mondiale nel 1957, alla presentazione della sua prima linea di vestiario, la Hitman a Milano. Nel 1962 fonda insieme con Osvaldo Testa il marchio Flying Cross, la prima "Designer Line" che si aggiunge alla linea Hitman. A metà degli anni sessanta nel suo Lanificio Fratelli Cerruti si avvalse della collaborazione di nuovi nomi della moda italiana, assumendo come designer l'esordiente Giorgio Armani.
Nel 1967 apre la prima boutique di Cerruti 1881 a Place de la Madeleine a Parigi. Negli anni settanta nasce la prima giacca decostruita. Vengono anche stabiliti accordi di licenza in Giappone e Stati Uniti al fine di incrementare la visibilità del brand a livello internazionale e per mantenere i prezzi competitivi in più mercati. In quegli anni nasce anche la linea donna che vent'anni dopo rappresenterà il 20% del fatturato complessivo dell'azienda. Nel 1975 la Hitman inizia la produzione e la distribuzione della maglieria, delle camicie e della linea casual: Cerruti 1881 Brothers.
Nel 1978 viene lanciato il primo profumo maschile del brand, chiamato semplicemente Nino Cerruti. Negli anni ottanta viene creata una nuova linea di abbigliamento sportivo particolarmente apprezzata dal mondo del tennis e dello sci, sponsorizzando atleti di fama mondiale come il tennista statunitense Jimmy Connors e lo sciatore svedese Ingemar Stenmark. La popolarità del marchio aumenta decisamente nel 1994 quando il brand viene nominato designer ufficiale della squadra di Formula 1 della Ferrari. All'inizio anni novanta vengono lanciati due nuovi profumi: "Cerruti 1881 Pour Homme" e "Cerruti 1881 Pour Femme", entrambi prodotti e distribuiti da Elizabeth Arden. Inoltre vengono aperti negozi monomarca in Cina, Hong Kong, Thailandia e Indonesia. Nel 1995 inizia la produzione della linea femminile "Cerruti Arte" posizionata nel segmento "Top Designer".
Nel 1997 Hitman S.p.A. produce 120.000 pezzi all'anno lavorando con un network di circa 10 aziende italiane specializzate nella confezione di cappotti, pantaloni e giacche. Nel 1998 viene presentato il nuovo profumo maschile "Cerruti Image" presso il Guggenheim Museum a Bilbao. Nello stesso anno apre il negozio Cerruti a Madison Avenue di New York. Nel 2000 Cerruti apre un flagship store a Hong Kong. Nello stesso anno viene lanciata la versione femminile del profumo "Cerruti Image". Sempre nel 2000 Nino Cerruti viene nominato Cavaliere del Lavoro dal Presidente della Repubblica. Nel 2001 Cerruti Holding vende il marchio Cerruti 1881 per concentrarsi sul Lanificio Fratelli Cerruti dove Nino Cerruti ha ricoperto il ruolo di presidente.
È morto a Vercelli il 15 gennaio 2022 per complicazioni insorte dopo un intervento chirurgico all'anca ed è stato sepolto nel cimitero monumentale di Oropa a Biella.

## Film
Ha realizzato gli abiti per i seguenti film:
- American Psycho (2000) – Christian Bale
- Air Force One (1997) – Harrison Ford
- Potere assoluto (Absolute Power) (1997) - Clint Eastwood
- Qualcosa è cambiato (As Good as It Gets) (1997) – Jack Nicholson
- Prêt-à-Porter (1994) – Marcello Mastroianni
- Proposta indecente (Indecent proposal) (1993) – Robert Redford
- Philadelphia (1993) – Tom Hanks
- Basic Instinct (1992) – Michael Douglas
- Il silenzio degli innocenti (Silence of the Lambs) (1991) – Scott Glenn
- Pretty Woman (1990) – Richard Gere
- Wall Street (1987) – Michael Douglas
- Attrazione fatale (Fatal Attraction) (1987) – Michael Douglas
- Le streghe di Eastwick (The Witches of Eastwick) (1987) – Jack Nicholson
- Il gioiello del Nilo (The jewel of the Nile) (1985) – Michael Douglas

Ha recitato nella parte di se stesso nei film:
- Il genio (1998)
- Catwalk (1995)
- Cannes Man (1996)

## Premi
- 1978 – Bath Museum of Costume Dress of the Year Award, Inghilterra
- 1981 – Munich Fashion Week Award
- 1982/1988 – Cutty Sark Award
- 1986 – Pitti Uomo Award, Italia
- 1995 – Chevalier de la Légion d'Honneur, Francia
- 1996 – Chevalier Ordre des Arts e des Lettres, Francia
- 2000 – Cavaliere del Lavoro, Italia